# Maria Isabel Aboim Inglês
Maria Isabel Hahnemann Saavedra de Aboim Inglês (Mercês, Lisboa, 7 de janeiro de 1902 – Campo Grande, Lisboa, 7 de março de 1963) foi uma ativista feminista, antifascista e professora portuguesa.

## Biografia

### Nascimento e Família
Nascida Maria Isabel Hahnemann Saavedra a 7 de janeiro de 1902, na Rua Nova do Loureiro, no Bairro Alto, antiga freguesia de Mercês, em Lisboa, era filha de Elisa Augusta Hahnemann, natural de Águeda, e de Juan Saavedra, também referido como João Saavedra, convicto republicano e ateísta espanhol de Pontevedra, naturalizado português. Pelo lado materno, o seu avô João Hahnemann, chefe da estação de caminhos de ferro de Águeda, era de ascendência alemã e portuguesa, sendo familiar dos Morgados de São Jacinto e primo do médico João Augusto da Cunha Sampaio Maia, 1.º conde de São João de Ver. Era ainda a irmã de Maria Cristina Hahnemann Saavedra de Sousa Marques e Delfim Hahnemann Saavedra.

### Educação
Oriunda de uma família burguesa, em criança foi educada pela sua mãe na fé católica, contudo, crescendo numa casa onde a política e a religião eram temas de conversa e discussão, aos 14 anos de idade Maria Isabel assumiu-se como ateísta, tal como o seu pai. Estudou no Liceu Pedro Nunes, onde tirou o curso complementar de Letras.

### Casamento
Enquanto completava os seus estudos liceais, conheceu Carlos Lopes de Aboim Inglês (Anjos, Lisboa, 23 de dezembro de 1899 – Alcântara, Lisboa, 5 de março de 1942), futuro engenheiro químico e de minas, maçon e ativista antifascista, filho de António Lobo de Aboim Inglês (1869-1941), engenheiro e ministro da Agricultura no governo chefiado por António Granjo, durante a Primeira República Portuguesa, e de Maria Luísa Morais Lopes de Aboim Inglês, natural de Lisboa (freguesia de São Cristóvão e São Lourenço). Os dois casaram civilmente, em Lisboa, a 23 de dezembro de 1922. Mudando-se após a cerimónia de matrimónio para Beja, onde o seu marido trabalhava, e posteriormente para Alcântara, do seu casamento com Carlos Aboim Inglês teve cinco filhos: Maria Isabel Hahnemann Saavedra de Aboim Inglês (1923-), Maria Luísa Hahnemann Saavedra de Aboim Inglês (1924-), pintora, Margarida Hahnemann Saavedra de Aboim Inglês (1926-), engenheira agrónoma, Carlos Hahnemann Saavedra de Aboim Inglês (1930-2002), militante e dirigente do Partido Comunista Português, casado com Maria Adelaide Dias Coelho de Aboim Inglês (1932-2008), e António Hahnemann Saavedra de Aboim Inglês (1931-).

### Formação Académica
Somente após o nascimento do seu quinto filho, Maria Isabel Aboim Inglês ingressou na Faculdade de Letras da Universidade de Lisboa, terminando o curso de Ciências Histórico-Filosóficas em 1936. Devido às suas notas, dignas de quadro de honra, nesse mesmo ano foi convidada pelo professor catedrático João António de Matos Romão para exercer na faculdade como sua assistente na disciplina de Psicologia Experimental, contudo devido à idade dos seus filhos e temendo não conseguir conciliar a sua educação com o cargo proposto, recusou a proposta. Dois anos depois apresentou a sua tese de licenciatura intitulada «A Influência dos Descobrimentos na Sociedade Portuguesa».

### Carreira Profissional
Em 1938, acreditando que a educação era a principal arma para moldar as mentes do futuro, com o apoio do seu marido, fundou o Colégio Feminino Fernão de Magalhães, situado no nº 51 da Rua dos Lusíadas, em Lisboa, que promulgava uma educação laica, progressista e social, onde se cruzavam nas mesmas turmas alunos de diferentes escalões da sociedade portuguesa.
Três anos depois, em 1941, novamente convidada para exercer na Faculdade de Letras da Universidade de Lisboa, contudo desta vez pelo professor Francisco Vieira de Almeida, para o cargo de assistente nas cadeiras de Filosofia Antiga e Psicologia, Maria Isabel Aboim Inglês aceitou o cargo, começando a exercer primeiro como professora assistente e depois como professora catedrática.
A convite de Francisco Gentil, entre 1947 e 1949 leccionou um curso de Sociologia na Escola Técnica de Enfermagem do Instituto Português de Oncologia.

### Ativismo Político e Feminismo
Feminista e antifascista, durante a década de 1930 ingressou como sócia no Conselho Nacional das Mulheres Portuguesas (CNMP), organização dedicada à defesa dos direitos sociais e políticos das mulheres, dirigida então pela médica sufragista Adelaide Cabete. Posteriormente, aderiu também à Associação Feminina Portuguesa para a Paz (AFPP), militando ao lado de Virgínia Moura, Francine Benoît, Maria Lúcia Vassalo Namorado, Manuela Porto ou Elina Guimarães, e apoiou as candidaturas à Presidência da República do general Norton de Matos, tendo percorrido o país de norte a sul e discursado em diversas assembleias populares, do matemático Ruy Luís Gomes, do pintor Arlindo Vicente e do "General Sem Medo" Humberto Delgado. Ingressou ainda no Movimento de Unidade Democrática (MUD) em 1945, onde se tornou na primeira mulher membro da Comissão Central, para além de ter integrado a Comissão das Mulheres, a Comissão de Solidariedade e a Comissão Central do Movimento Nacional Democrático Feminino, ou ainda o Movimento Nacional Democrático (MND) em 1949.

### Repressão e Perseguição pelo Estado Novo
Em 1942, ficando viúva com 38 anos de idade e com cinco filhos para criar, devido ao seu ativismo social, político e de defesa dos direitos das mulheres, Maria Isabel Aboim Inglês começou a sofrer as primeiras repressões por parte do Estado Novo, sendo o seu nome vetado pelo Ministro da Educação após ter sido aprovada pelo Conselho da Faculdade de Letras para leccionar a disciplina de História da Filosofia Medieval.
Não se demovendo mesmo assim de atuar e discursar contra o regime fascista, realizando reuniões com Bento de Jesus Caraça, Francisco Ramos da Costa, Luís Hernâni Dias Amado, Mário Soares, Maria Lamas, Gustavo Soromenho, Luís da Câmara Reys, Manuel Mendes, Mário de Azevedo Gomes, Maria Palmira e Manuel Alfredo Tito de Morais, entre outros conhecidos opositores do Estado Novo, em sua casa, e apelidada de "a indomável" pelo poeta José Gomes Ferreira, apesar de ter o apoio de alguns professores catedráticos que tentaram apelar em sua defesa contra o Ministério, em 1945 foi demitida por razões políticas da Faculdade de Letra e a 13 de dezembro de 1946 presa pela primeira vez, sob a acusação de ser «um elemento comunista», sendo no entanto libertada sob caução no dia seguinte.
Dois anos depois, em janeiro de 1948, a professora e ativista foi presa pela segunda vez, juntamente com outros membros da Comissão Central do Movimento de Unidade Democrática, sob a acusação de actividade e propaganda subversiva após terem sido distribuídos mais de 1500 panfletos com propaganda referente ao movimento. Após cumprir dois meses de pena, saiu em liberdade.
Apenas um ano depois, devido ao seu envolvimento na campanha presidencial do general Norton de Matos e após ter sido ameaçada pela PIDE, viu o Colégio Feminino Fernão de Magalhães, colégio que dirigia, ser forçosamente encerrado e os seus diplomas anulados, proibindo-lhe assim que professasse em qualquer instituição de educação no país. Pela mesma ocasião, o seu filho Carlos Aboim Inglês e a sua nora Maria Adelaide Aboim Inglês foram presos, deixando a sua neta Margarida, então com quatro anos de idade, sob a sua tutela, e as suas filhas Maria Luísa Aboim Inglês e Margarida Aboim Inglês foram proibidas de exercer como professoras e funcionárias públicas, respectivamente. Obrigada a procurar outra forma de sustento, nesse mesmo ano Maria Isabel Aboim Inglês abriu um atelier de costura, deu explicações, aulas privadas e começou a traduzir obras, sem no entanto as assinar sob o seu nome com receio de ser boicotada pelas editoras.
Em 1952 foi novamente presa com toda a Comissão Central do Movimento Nacional Democrático.
Durante o julgamento de Isaura Silva, realizado a 15 de julho de 1954, Maria Isabel Aboim Inglês, que estava presente como testemunha da defesa, foi ameaçada, após ter protestado contra a presença de agentes da PIDE na sala de audiências.
Mantendo contacto com professores, escritores e jornalistas perseguidos e vigiados pelo regime fascista que haviam fugido para o Brasil, como Manuel Augusto Zaluar Nunes, Joaquim Soeiro Pereira Gomes, Manuel Rodrigues Lapa, Agostinho da Silva e Jaime Cortesão, em 1953 foi convidada a leccionar Filosofia numa universidade brasileira, contudo, uma vez mais o regime negou-lhe a emissão do passaporte, comunicando-lhe do facto dias após esta já ter leiloado grande parte dos seus bens, sendo relatado que o próprio ditador António de Oliveira Salazar havia respondido ao seu apelo com a frase: «Ela é mulher, que vá coser meias!».
Anos mais tarde, em 1958, enquanto testemunhava pela defesa de vários presos políticos, foi multada por desrespeito e presa em pleno Tribunal Plenário, sendo-lhe aplicada a pena de três dias na antiga cadeia das Mónicas, situada no Convento de Santa Mónica em Lisboa, e em 1960, durante uma visita prisional ao seu filho Carlos Aboim Inglês, que cumpria uma pena de oito anos de prisão pelo seu envolvimento com o Partido Comunista Português, foi agredida na prisão política de Caxias pelos guardas prisionais. Um ano depois, foram-lhe retirados os direitos políticos, sendo impedida de se apresentar como candidata da oposição democrática nas eleições para a Assembleia Nacional.

### Morte
A 7 de março de 1963, enquanto se encontrava ao volante do seu carro e se deslocava de casa de uma aluna para a de outra, sentindo-se fraca e debilitada Maria Isabel Aboim Inglês encostou o carro na Avenida dos Estados Unidos da América, na freguesia de Alvalade, Lisboa, falecendo pouco depois vítima de embolia cerebral, no Hospital de Santa Maria, freguesia de Campo Grande. O seu filho Carlos Aboim Inglez, que se encontrava preso em Peniche, apenas foi informado da notícia da sua morte dias depois do ocorrido, não podendo assistir ao funeral. Encontra-se sepultada no Cemitério de Benfica.

## Legado e Homenagens
Postumamente, após a Revolução dos Cravos, o seu nome passou a figurar na toponímia de vários concelhos portugueses, tais como em Almada (freguesia da Sobreda), Amadora (freguesia de Alfornelos), Odivelas (freguesia da Pontinha), Lisboa (freguesia de Belém) e Moita (freguesia de Alhos Vedros).
A 30 de outubro de 1987, foi agraciada, a título póstumo, com o grau de Grande-Oficial da Ordem da Liberdade.